# 科佩爾山脈
科佩爾山脈是白俄羅斯的山脈，位於該國西南部，是白俄羅斯嶺的一部分，長100公里、寬45至50公里，面積700平方公里，最高點海拔高度243米，是普里皮亞季河和尼曼河之間的分水嶺。